# Talk back
talk back（トークバック）とは、声優事務所・ケンユウオフィスの声優養成所である。

## 概要
所在地は東京都世田谷区大原。
ケンユウオフィス社長である堀内賢雄が主催する。
主な講師陣は、ケンユウオフィス所属の池本小百合、堀江真理子らである。

## 経緯
- 2001年5月 声優ワークショップ「talk back」設立
- 2002年5月 主宰の堀内賢雄が「有限会社ケンユウオフィス」を設立
- 2003年5月 大阪校開設
- 2005年4月 東京校をワークショップからケンユウオフィス付属養成所「talk back」に移行
- 2009年 大阪校をワークショップから養成所に移行

## talk back出身の声優

### 東京校出身者
- 2002年度卒業生：河野裕、奈良徹、岡嶋妙、竹田小春、新田万紀子、矢口アサミ
- 2003年度卒業生：田島裕也、堀越省之助、名村幸太朗、 岩村琴美
- 2004年度卒業生：三浦潤也、武田華、田邊篤志、根津貴行、宮下弘充、川本知枝、北斗利佳
- 2005年度卒業生：山中真尋、許綾香
- 2006年度卒業生：下妻由幸
- 2007年度卒業生：朝比奈拓見、新田英人、林和良
- 2008年度卒業生：長谷川俊介、石田嘉代
- 2009年度卒業生：後藤光祐
- 2010年度卒業生：岡田恵
- 2011年度卒業生：品田美穂、戸田めぐみ
- 2012年度卒業生：岡井克升、浦田わたる、宮本誉之
- 2013年度卒業生：松井暁波
- 2014年度卒業生：井上均、佐藤領祐、三瓶雄樹、滝本有太、村上裕人、石井綾
- 2015年度卒業生：太田一騎、松本沙羅
- 2022年度卒業生：斎藤翼

### 大阪校出身者
- 2004年度卒業生：坂下純美
- 2007年度卒業生：栗田エリナ、里郁美
- 2008年度卒業生：平井理子
- 2009年度卒業生：優希